# Отворено првенство Прага у тенису 2006 — појединачно
Други обновљени професионални тениски ВТА турнир Отворено првенство Прага у тенису 2006. у појединачној конкуренцији под именом „ЕЦМ Праг опен 2006.“ одржан је у Прагу Чешка Република у времену од 8 до 14. маја 2006. године. Турнир је IV категорије са наградним фондом од 145.000 долара. Игра се на отвореним теренима Првог тениског клуба у Прагу са земљаном подлогом и учешћем 32 играчице из 20 земаља у појединачној конкреницији.
Победница турнира за 2005. Динара Сафина из Русије, није бранила титулу.
Победница турнира за 2006. је Шахар Пер из Израела, која је у финалу победила аустралијску тенисерку Саманту Стосур са 2:1 (4-6, 6-2, 6-1) и тако освојила своју другу ВТА титулу у појединачној конкуренцији у каријери.

### Списак носилаца
| Број | Играчица                          | Резултат     | Резултат                               |
| ---- | --------------------------------- | ------------ | -------------------------------------- |
| 1    | Марион Бартоли Француска (27)     | 1. коло      | Каја Канепи Естонија (89)              |
| 2    | Луција Шафарова Чешка (31)        | 1. коло      | Магдалена Рибарикова Словачка ВК (287) |
| 3    | Шахар Пер Израел (36)             | Победница    | Саманта Стосур Аустралија (5)          |
| 4    | Емил Лоа Француска (50)           | четвртфинале | Саманта Стосур Аустралија (5)          |
| 5    | Саманта Стосур Аустралија (55)    | Финале       | Шахар Пер Израел (3)                   |
| 6    | Марија Елена Камерин Италија (59) | четвртфинале | Каја Канепи Естонија (89)              |
| 7    | Шуај Пенг Кина (64)               | полуфинале   | Саманта Стосур Аустралија (5)          |
| 8    | Аљона Бондаренко Украјина (69)    | четвртфинале | Шахар Пер Израел (3)                   |

- Број у загради означава пласман на ВТА листи 21. априла 2008.

## Прво коло
| бр. меча | 1. играч                               | Резултат         | 2. играч                               |
| -------- | -------------------------------------- | ---------------- | -------------------------------------- |
| 1.       | Марион Бартоли Француска (27) (1)      | 7-6(5), 3-6, 2-6 | Каја Канепи Естонија (89)              |
| 2.       | Стефани Форетз Француска (83)          | 6-3, 6-3         | Еманела Гаљарди Швајцарска (103)       |
| 3.       | Виктоија Кутузова Украјина (105)       | 2-6, 2-6         | Меган Шонеси Сједињене Државе (74)     |
| 4.       | Олга Савчук Украјина (101)             | 4-6, 1-6         | Марија Елена Камерин Италија (59) (6)  |
| 5.       | Шахар Пер Израел (36) (3)              | 6-3, 6-1         | Никола Франкова Чешка ВК (466)         |
| 6.       | Зузана Ондрашкова Чешка (102)          | 4-6, 7-6(6), 6-3 | Маријана Дијаз-Олива Аргентина (84)    |
| 7.       | Мелинда Цинк Мађарска (100)            | 1-6, 6-2, 6-2    | Антонела Сера Занети Италија (81)      |
| 8.       | Мартина Суха Словачка (82)             | 6-7(1), 2-6      | Аљона Бондаренко Украјина (69) (8)     |
| 9        | Саманта Стосур Аустралија (55) (5)     | 6-2, 6-2         | Натали Грандин Јужна Африка КВ (190)   |
| 10.      | Акико Моригами Јапан (77)              | 6-3, 6-1         | Барбора Стрикова Чешка КВ (205)        |
| 11.      | Ешли Харклроуд Сједињене Државе (78)   | 6-0, 6-6, 3-6    | Каролина Спрем Хрватска (73)           |
| 12.      | Агњешка Радвањска Пољска КВ (309)      | 2-6, 4-6         | Емил Лоа Француска (50) (4)            |
| 13.      | Шуај Пенг Кина (64) (7)                | 6-2, 6-3         | Бетани Матек Сједињене Државе (109)    |
| 14.      | Михаела Пастикова Чешка КВ (153)       | 6-2, 7-5         | Викторија Азаренка Белорусија КВ (122) |
| 15.      | Миларгос Секера Венецуела (135)        | 4-6, 6-4, 7-5    | Кристина Бранди Порторико (97)         |
| 16.      | Магдалена Рибарикова Словачка ВК (287) | 6-7, 6-4, 6-4    | Луција Шафарова Чешка (31) (2)         |

## Друго коло
| бр. меча | 1. играч                           | Резултат         | 2. играч                               |
| -------- | ---------------------------------- | ---------------- | -------------------------------------- |
| 1.       | Каја Канепи Естонија (89)          | 7-5, 1-6, 7-6(8) | Стефани Форетз Француска (83)          |
| 2.       | Меган Шонеси Сједињене Државе (74) | 5-7, 4-6         | Марија Елена Камерин Италија (59) (6)  |
| 3.       | Шахар Пер Израел (36) (3)          | 7-6(6), 0-6, 6-3 | Зузана Ондрашкова Чешка (102)          |
| 4.       | Мелинда Цинк Мађарска (100)        | 6-2, 6-0, 6-2    | Аљона Бондаренко Украјина (69) (8)     |
| 5.       | Саманта Стосур Аустралија (55) (5) | 6-1, 6-2         | Акико Моригами Јапан (77)              |
| 6.       | Каролина Спрем Хрватска (73)       | 4-6, 3-6         | Емил Лоа Француска (50) (4)            |
| 7.       | Шуај Пенг Кина (64) (7)            | 6-2, 6-4         | Михаела Пастикова Чешка КВ (153)       |
| 8.       | Миларгос Секера Венецуела (135)    | 6-7(3), 0-6      | Магдалена Рибарикова Словачка ВК (287) |

- Први број у загради означава пласман на ВТА листи 1. маја 2006, а други број носиоца.

## Четвртфинале
| бр. меча | 1. играч                                 | Резултат        | 2. играч                               |
| -------- | ---------------------------------------- | --------------- | -------------------------------------- |
| 1.       | Каја Канепи Естонија (89)) Естонија (89) | 7-5, 7-0-6, 7-5 | Марија Елена Камерин Италија (59) (6)  |
| 2.       | Шахар Пер Израел (36) (3)                | 7-5, 6-0        | Аљона Бондаренко Украјина (69) (8)     |
| 3.       | Саманта Стосур Аустралија (55) (5)       | 6-4, 6-3        | Емил Лоа Француска (50) (4)            |
| 4.       | Шуај Пенг Кина (64) (7)                  | 7-5, 6-4        | Магдалена Рибарикова Словачка ВК (287) |

## Полуфинале
| бр. меча | 1. играч                           | Резултат | 2. играч                  |
| -------- | ---------------------------------- | -------- | ------------------------- |
| 1.       | Каја Канепи Естонија (89)          | 3-6, 0-6 | Шахар Пер Израел (36) (3) |
| 2.       | Саманта Стосур Аустралија (55) (5) | 6-1, 6-3 | Шуај Пенг Кина (64) (7)   |

## Финале
| бр. меча | 1. играч                  | Резултат      | 2. играч                           |
| -------- | ------------------------- | ------------- | ---------------------------------- |
| 1.       | Шахар Пер Израел (36) (3) | 4-6, 6-2, 6-1 | Саманта Стосур Аустралија (55) (5) |